# نها ۸۸۹۵
سیارک ۸۸۹۵ (به انگلیسی: 8895 Nha، نامگذاری:1995QN) هشت هزار و هشتصد و نود و پنجمین سیارک کشف شده‌است که در ۲۱ اوت ۱۹۹۵ کشف شد.
قدر مطلق سیارک برابر ۱۴٫۲۰ است.